# Réserve naturelle régionale de la forteresse de Mimoyecques
La réserve naturelle régionale de la forteresse de Mimoyecques (RNR253) est une réserve naturelle régionale située dans les Hauts-de-France. Classée en 2012, elle occupe une surface de 1,57 hectare autour de la forteresse de Mimoyecques et protège des galeries servant de gîtes à chauves-souris ainsi que le front de taille à l'entrée de celle-ci.

## Localisation

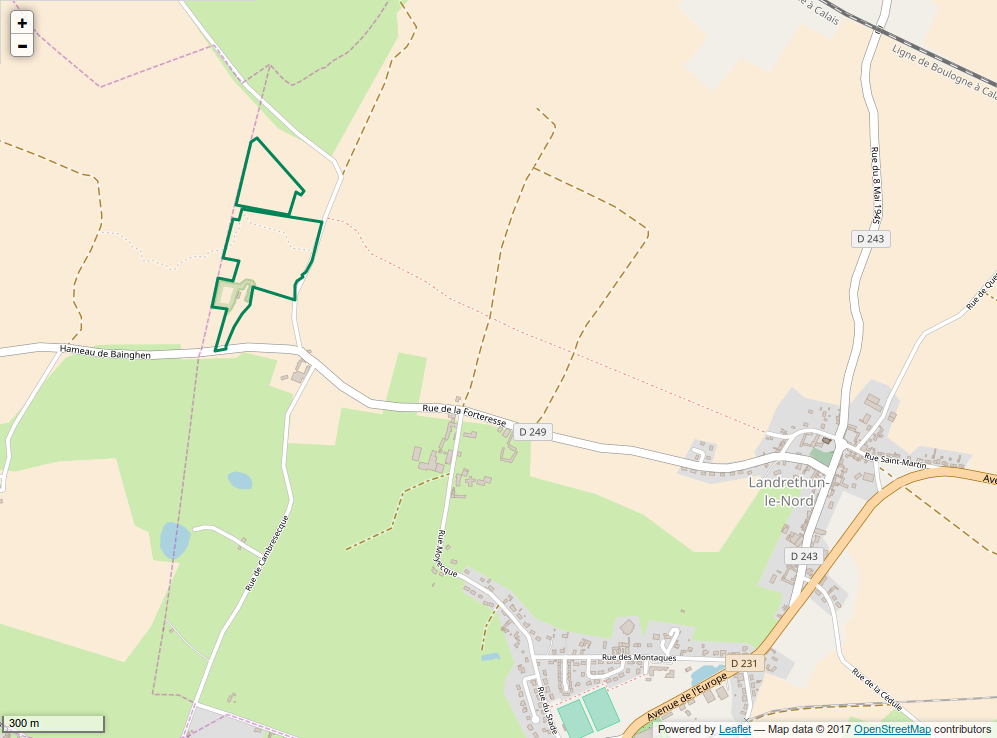
Périmètre de la réserve naturelle.

Le territoire de la réserve naturelle est dans le département du Pas-de-Calais, sur la commune de Landrethun-le-Nord.

## Histoire du site et de la réserve
La forteresse de Mimoyecques est un ancien bunker construit pendant la Seconde Guerre mondiale pour abriter le canon V3.

## Écologie (biodiversité, intérêt écopaysager…)
L'intérêt du site est lié à la présence d'une importante colonie de chauves-souris sur le site. Le classement vise à protéger les galeries leur servant de gîtes.

### Faune
Parmi les espèces présentes, on trouve le Grand rhinolophe, le Murin émarginé et le Murin des marais,.

## Intérêt touristique et pédagogique
La forteresse est un lieu d'accueil du public mais les galeries à chauves-souris ne se visitent pas en raison des risques de dérangement.

## Administration, plan de gestion, règlement
La réserve naturelle est gérée par le Conservatoire d'espaces naturels du Nord et du Pas-de-Calais.

### Outils et statut juridique
La réserve naturelle a été créée par une délibération du 15 octobre 2012.